# ネズミノオ
ネズミノオ（鼠の尾、学名：Sporobolus fertilis (Steud.) W. Clayton）は、単子葉植物イネ科ネズミノオ属の多年草である。特徴的な鞭状の穂をつける。

## 特徴
日当たりの良い道端などにごく普通に見られる草で、大きな株になり、背丈は50～90cmにもなる。葉は根出状に多数出て、ほとんど立つ。葉は無毛で、やや灰色を帯びた緑色をしている。名前の由来は細長く枝が広がらない穂がネズミの尾を思わせることによる。
穂は夏から秋に出る。穂は主軸の上の方からまばらに側枝を出し、ここに細かい小穂が多数つくものであるが、側枝はすべて主軸に密着するように上向するので、見かけ上は枝分かれのない主軸に粒状の小穂が厚くくっついているように見える。
雑草として扱われることが多く、非常にしっかりとした株になるので、引き抜こうとするとやっかいである。

## 小穂の構造
花期は、9～11月。小穂は小粒で丸みを帯びており、長さ2～2.5mm。小花は一個。穎はすべて膜質で光沢がある。第一穎はごく小さく、第二穎は小穂の約半分、第三、第四穎はほぼ同じ位。果実は丸く膨らんでその間から顔を出す。
この小穂で興味深いのは、果皮（果実の皮）が破れて、種子が外に出ることである。一般にイネ科植物の果実は、一見すると果実が種子に見えるいわゆる痩果であるが、その中でも果皮と種子が密着しているのが特徴で、穎果と呼ばれる。この種のように、種子が独立して放出される例はごく少ない。

## 変異
種内にいろいろな変異があり、これを分類することがさまざまに検討されている。しかし、中間的なものもあり、判断は難しい。比較的はっきりとしているものに、花序の側枝が開出し、見かけでも枝が分かる型がある。特に小穂が紫を帯びることが多いので、この型をムラサキネズミノオ(var. purpureo-suffusus (Ohwi) Ohwi)と呼んで区別することがある。また、沖縄県ではリュウキュウネズミノオ(var. pallidiorus (Koyama) Hatus.)という、やはり側枝が開く型があるが、これもムラサキネズミノオにまとめるべきとの説もある。
普通のネズミノオは本州から南西諸島まで、それに台湾、中国にあるが、種としては東南アジア、インド、オーストラリアにまで分布がある。南へ行くほどムラサキネズミノオのように穂が広がる型になるという。ただし、この種内の分類については諸説あって定まっていないようである。

## 類似種など
一見は全く枝の出ない、太くて長い穂を出すこの種の姿は、他にあまり似たものがない。
ネズミノオ属は、世界の熱帯に約150種がある。日本ではこの種以外にも数種あるが、いずれもあまり姿の似ていない植物であり、身近になじみのあるものではない。以下に代表的なものを挙げる。
- ヒゲシバ S. japonicus (Steud.) Maxim.：小柄な一年草。細い茎が立ち上がり、まばらに葉をつける。穂は上に伸びて線形。葉の縁に付け根が膨らんだ毛が並ぶのが特徴。本州～九州の湿地にはえる。中国にも産する。
- ソナレシバ S. virginicus (L.) Kunth：熱帯域の海岸にはえる。匍匐茎があって大きな群落を作る。茎は立ち、節ごとに多数の葉をつける。穂は上に抜け出し、短い線形。南西諸島と小笠原の海岸にあり、砂地に生える海浜植物である。